# تک تیرانداز نخبه: مقاومت
تک تیرانداز نخبه: مقاومت یک بازی ویدئویی در سبک تیراندازی سوم شخص است که در سال ۲۰۲۵ برای پلتفرم‌های پی سی، پلی استیشن ۵، ایکس‌باکس سری اکس و سری اس عرضه شده‌است. جریانات این بازی کنار داستان قسمت پنجم و در فرانسه دنبال می‌شود.

## داستان بازی
داستان بازی در مورد تک تیرانداز S.O.E بریتانیا به نام کاپیتان «هری هاوکر» است که در تمام قسمت‌های این سری به عنوان شخصیت قابل بازی در بخش چند نفره حضور داشته‌است.
در این داستان که حوادث آن در کنار داستان تک‌تیرانداز نخبه ۵ ادامه می‌یابد؛ سال ۱۹۴۴ متفقین به فرانسه حمله می‌کنند و هاوکر مأمور می‌شود تا از پروژهٔ سری دیگری پرده بردارد پس برای انجام این مأموریت به فرانسه ویشی تحت کنترل نازی ها اعزام می‌شود جایی که نازی‌ها سلاح سری خود را کامل می‌کنند. توسط این سلاح جدید که یک موشک هدایت شونده V1 است مشابه بازی تک تیرانداز نخبه ۴
در این بازی ساخت این سلاح شیمیایی تحت ژنرال عالیرتبه «اوتو کروگر» صورت گرفته‌است.

## روند بازی
بازی عناصر سنتی خود (مانند دوربین سوم شخص) را حفظ کرده‌است و حتی قابلیت‌های جدیدی را یه شخصیت اصلی اضافه نموده‌است. دوربین ایکس-ری مانند دیگر شماره‌ها نیز در این بازی وجود دارد. هنگامی که بازیکن در فاصلهٔ دور از دشمن باشد و با تفنگ تک تیرانداز شلیک کند مسیر گلوله و مسیر حرکت آن را در بدن دشمن نیز نشان می‌دهد.
علاوه بر کشتن با تفنگ موارد دیگری به سیستم مبارزه‌ای بازی افزوده شده‌است و می‌توان با مشت، سرنیزه و … دشمنان را از پای درآورد. حالت «Stealth Kill» به صورت پیشرفته تر نیز به سیستم مبارزه افزوده شده‌است.
هوش مصنوعی بازی قدرتمندتر شده و دشمنان از هوش زیادی در این نسخه برخوردارند؛ مثلاً اگر یکی از دشمنان کشته شود باقی دشمنان به صورت فعالانه به دنبال بازیباز خواهند گشت. یک نکتهٔ مهم دراین بازی امکان تغییر درجه سختی بعد از اتمام هر مرحله است یعنی بدین شکل بازیکن می‌تواند یک مرحله را در درجهٔ «Very Cadet» و مرحلهٔ دیگر را در درجهٔ «Sharpshooter» پیش ببرد و محدودیتی در انتخاب درجه سختی ندارد. (مانند برخی از بازی‌ها که تنها اجازه می‌دهند بازیباز درجات پایین‌تر را در حین بازی انتخاب نمایند)
بازیکنان در این نسخه همانند نسخه‌های پیشین می‌توانند با استفاده از دینامیت، مین زمینی، مین تله‌ای، کوکتل مولوتف و سایر مواد منفجره دشمنان را از بین ببرند.
یکی از قابلیت‌های جدیدی که به شخصیت اصلی اضافه شده‌است، قابلیت بالا رفتن از دیوارها است که مشابه آنرا در بازی‌هایی مانند سری بازی کیش یک آدمکش می‌توان دید.
شمارهٔ جدید این بازی نقشه‌های بزرگتری نسبت به سری قبلی خود دارد و همچنین بازی آزادی عمل بیشتری در انجام این مأموریت‌ها به بازیباز می‌دهد.این نسخه همانند نسخه های قبلی نیز دارای بخش چند نفره و آنلاین است.